# はじめての出来事
「はじめての出来事」（はじめてのできごと）は、1974年12月にリリースされた桜田淳子の8枚目のシングルである。

## 解説
- 桜田にとって唯一のオリコンチャート1位を獲得し、かつシングル・セールスでも最大のヒット作品と成った。
- 此の曲で翌1975年末の『第26回NHK紅白歌合戦』へ、2年連続2回目の出場を果たす。尚当曲の歌唱中、岩崎宏美とキャンディーズがテニスルックの衣装で、「紅」「組」「勝」「利」と書かれた計4枚のラケットを持ちながら、バックダンスを務めていた。

## 収録曲
- 全曲作詞：阿久悠／作曲：森田公一／編曲：竜崎孝路

1. はじめての出来事 (3分17秒)
2. 特別な気持 (3分15秒)

## 収録アルバム
- 『GOLDEN☆BEST 桜田淳子』